# Otočje Galápagos
Otočje Galápagos (šp. Islas Galápagos), službenog naziva Otočje Colón (Archipiélago de Colón), je otočje vulkanskih otoka u Tihom oceanu, smješteni uz ekvator i oko 972 km zapadno od obale Ekvadora, kojemu politički i pripadaju (Pokrajina Galápagos). 
Otočje je geološki jako mlado i slavno je po velikom broju endemskih vrsta koje je prvi izučavao Charles Darwin 1835. godine. Njegova zapažanja i prirodoslovna kolekcija pridonijeli su razvoju Darwinove teorije evolucije prirodnim odabirom. Na stogodišnjicu Darwinove knjige "Podrijetlo vrsta", 95% površine otočja 1959. godine proglašeno je nacionalnim parkom i pomorskim rezervatom biosfere. Zbog toga je Otočje Galápagos upisano na UNESCO-ov popis mjesta svjetske baštine u Americi kao prva svjetska baština u svijetu na prvom zasjedanju 1978. godine kao "živi muzej evolucije". Otočje je 1986. postalo pomorskim rezervatom površine 70.000 km², a 1990. i rezervat kitova.

## Zemljopisne odlike
Otočje Galápagos se sastoji od 13 velikih otoka, 17 manjih i više od 40 hridi na površini od oko 9.000 km2. Otočje se nalazi na udaru tri oceanske morske struje (ekvatorska protustruja, sjevernopacifička struja i južna ekvatorska struja), a neprestana seizmička i vulkanska aktivnost odražava procese koji su doveli do stvaranja otočja. Neki otoci su vrhovi vulkana koji se uzdižu 3.000 m s morskog dna. Veći otoci imaju manje strme obale sa šljunčanim i pješčanim plažama, nastale erozijom vulkanskih stijena. Ostale geološke tvorevine na otočju su kraterska jezera, fumaroli, cijevi lave, sumporna polja i velika reznolikost vulkanskog kamenja kao što su vulkanski pepeo i tuf.
Najveći otok u arhipelagu, dugačak 100 km, Isabela, oblika je morskog konjica. 
Na pet naseljenih otoka (Santa Cruz, San Cristobal, Isabela, Floreana i Baltra) sveukupno živi oko 25.000 stanovnika koji uglavnom pričaju španjolskim jezikom. Glavni grad pokrajine Galapagos je Puerto Bakveriso Moreno. Svakih desetak godina stanovništvo se udvostruči, mnogi doseljeni protuzakonito, jer je otočje velika turistička destinacija koja nudi zaposlenje u turizmu. Samo 2003. otočje je posjetilo oko 80.000 posjetitelja. Njihovo kretanje i opskrba, kao i povećanje lokalne populacije, opterećuje krhak ekosustav otočja do te mjere da je 2007. godine otočje upisano na popis ugroženih mjesta svjetske baštine. Otočje je skinuto s popisa 2010. godine jer su uvedene vladine mjere protiv bespravne gradnje, nekotroliranog turizma i prekomjernog izlova ribe

## Povijest
Prvi Europljanin koji je stigao do Galapagosa bio je španjolski biskup Paname Tomas de Berlanga, čiji je brod ovdje zalutao nošen vjetrovima 10. ožujka 1535. godine. Prema izviješću iz 1952. godine, na otočju su prije toga boravili drevni južnoamerički narodi. Otočje je prvi put prikazano na kartama iz 1570. god., gdje je nazvano Insulae de los Galopegos ("Otočje kornjača").
Do ranog 19. stoljeća otoci su uglavnom rabili engleski bukaniri kao skrovišta. Kitolovci su izlovili mnogo kornjača na Galapagosu zbog njihove masti, ali i kao praktičan izvor hrane na brodovima jer su mogle preživiti nekoliko mjeseci bez hrane. Ova praksa je značajno smanjila njihov broj i uništila neke vrste.
Prvu znanstvenu misiju na Galapagos je 1790. godine proveo sicilijanski pomorac Alessandro Malaspina, no podaci o ovoj ekspediciji nisu sačuvani. Britanski istraživački brod Beagle je na svom putovanju oko svijeta, od 15. rujna do 20. listopada 1835. godine pristao uz otočja Galapagosa u nameri da njegovi prirodnjaci izuče geologiju i biologiju otoka. Jedan od njih je bio mladi Charles Darwin koji je primijetio kako se oklopi kornjača i kljunovi zeba roda Mimidae razlikuju na različitim otocima. Po povratku u Englesku utvrđeno je kako su naizgled različite ptice zapravo varijacije srodnih vrsta. Ove činjenice su bile temelj na komjemu je Darwin razvio svoju teoriju o prirodnom odabiru i evoluciji, koju je predstavio u svom čuvenom djelu "Podrijetlo vrsta" (The Origin of Species).
Ekvador je anektirao otočje Galapagos 12. veljače 1832. godine i prvi guverner je na otok Floreana doveo grupu robijaša. Uskoro su se za njima na otočje naselili obrtnici i farmeri. Tijekom Drugog svjetskog rata na otoku Baltra djelovala je američka pomorska i radarska baza, koja je poslije rata prešla u ruke Ekvadora, a danas je jedina zračna luka Galapagosa. 

## Bioraznolikost
Neprekidni geološki procesi i zabačenost otočja doveli su do razvitka neobičnog živog svijeta kao što su morske iguane (Amblyrhynchus cristatus), divovske kornjače (Geochelone elephantopus) i brojne vrste zeba, na kojima je Darwin utemeljio svoju teoriju evolucije. Okolne vode, zbog utjecaja nemirne ekvatorske kontrastruje i tople južnopacifičke struje, otočja su također mjesto miješanja mnogih morskih vrsta (morski psi, mante i kitovi).
Zbog razlika u veličini otoka i visini njihove obale, na otocima su mnoge životinje evoluirale u endemske vrste. Tako su sve vrste reptila, osim dvije vrste morskih kornjača, endemi: galapagoška kornjača (uključujući 11 podvrsta na 11 različitih otoka), galapagoška kopnena iguana (Conolophus subcristatus), morska iguana (Amblyrhynchus cristatus), i nekoliko endemskih vrsta guštera. Od 57 vrsta ptica njih 26 (46%) su endemi (poput 13 vrsta Darwinovih zeba, galapagoški pingvin i galapagoški škanjac), a 31 vrsta su ptice selice. Od sisavaca tu je šest domaćih vrsta: galapagoški morski lav (Zalophus wollebaeki), galapagoški tuljan (Arctocephalus galapagoensis), dvije vrste štakora i dvije vrste šišmiša.

## Otoci
- Krater otoka Isabela
- Galapagoški pingvin
- Galapagoška kornjača

## Vanjske poveznice
- Otočje Galápagos
- Otočje Galápagos video na stranicama UNESCO-a (engl.)
- Poveznice za Galápagos  Arhivirana inačica izvorne stranice od 5. prosinca 2004. (Wayback Machine) (šp.)